# Филиповице (Краковский повет)
Филипови́це (пол. Filipowice) — село в Польше в сельской гмине Кшешовице Краковского повета Малопольского воеводства.

## География
Село располагается долине Филипувка в 6 км от административного центра гмины города Кшешовице и в 29 км от административного центра воеводства города Краков. Село состоит из нескольких частей, имеющих собственные наименования: Блех, Паликувка, Пся-Гурка, Скала, Взгуже и Загрода.
Через село протекает ручей Филипувка.

## История
Первое упоминание о селе относится к 1340 году, когда упоминается солтыс по имени Филип, от которого село получило своё наименование. В ранний период своей истории село имел различные наименования: Филипп, Филипек (Filipp, Filipek). Также встречается немецкое наименование села — Филиппсдорф (Philippsdorf).
В XIX веке около села находилось производство по добыче вулканического красного туфа, который имел собственное наименование «Филиповецкий камень». В окрестностях села работали несколько шахт по добыче филиповецкого камня.
В 1975—1998 годах село входило в состав Краковского воеводства.

## Население
По состоянию на 2013 год в селе проживало 2 058 человек.
| 2010  | 2013  |
| ----- | ----- |
| 2 087 | 2 058 |

| Перепись  | Всего   | Всего | Женщины | Женщины | Мужчины | Мужчины |
| --------- | ------- | ----- | ------- | ------- | ------- | ------- |
| Единицы   | человек | %     | человек | %       | человек | %       |
| Население | 2 058   | 100   | 1 053   | 51,1    | 65      | 48,9    |

## Социальная структура
В селе действуют начальная школа имени Станислава Выспянского.

## Известные жители и уроженцы
- Магдалена Завадзкая (род. 1944) — польская актриса.

## Достопримечательности
- Церковь Непорочного Зачатия Пресвятой Девы Марии, построенная из филиповецкого камня;